# Madlaina Caviezel
Madlaina Caviezel ist eine Schweizer Eisstocksportlerin aus Martina im Unterengadin. Sie ist mehrfache Schweizer Meisterin im Zielwettbewerb der Damen und Mitglied des ESC Zweisimmen-Rinderberg. Neben ihren nationalen Erfolgen vertritt sie die Schweiz regelmässig bei internationalen Wettkämpfen.

## Karriere
Madlaina Caviezel begann ihre sportliche Laufbahn im Eisstocksport in Strada. 2011 nahm sie an der Jugend-Europameisterschaft in Scuol teil, wo sie ihren späteren Partner kennenlernte. Sie zog daraufhin nach Zweisimmen und schloss sich dem ESC Zweisimmen-Rinderberg an, der ihr ideale Bedingungen für ihre sportliche Entwicklung bot.
Ihre ersten nationalen Erfolge feierte sie 2017, als sie Schweizer Meisterin im Zielwettbewerb wurde. Nach einem durchwachsenen Jahr 2018 kehrte sie 2019 mit 529 Punkten in den Finaldurchgängen in bestechender Form zurück und wurde erneut Schweizer Meisterin. Dieses Ergebnis hätte ihr sogar bei den Herren für einen Podestplatz gereicht.
Im gleichen Jahr gewann sie mit dem Schweizer Damen-Team die Silbermedaille im Mannschafts-Zielwettbewerb bei den Eisstock-Europameisterschaften in Kaunas, Litauen.
Madlaina Caviezel ist zudem beruflich als Lehrperson an der Volksschule Zweisimmen tätig.

## Verein
Der ESC Zweisimmen-Rinderberg wurde 1973 gegründet und zählt zu den erfolgreichsten Eisstockvereinen der Schweiz. Der Verein stellt regelmässig Mitglieder für die Schweizer Nationalmannschaften und hat zahlreiche nationale Titel gewonnen.

## Erfolge
- 2017: Schweizer Meisterin im Zielwettbewerb der Damen
- 2019: Schweizer Meisterin im Zielwettbewerb der Damen
- 2019: Silbermedaille im Mannschafts-Zielwettbewerb bei den Europameisterschaften in Kaunas, Litauen